# Йеротей Гаврилович
Йеротей (на гръцки: Јеротеј) е сръбски духовник, епископ на Сръбската православна църква.

## Биография
Роден е на 2 септември 1873 година със светското име Гаврилович (Гавриловић) в северозападния македонски град Тетово. Става монах и завършва Призренската семинария. Дълго време е монах в манастира Милешево. Завършва Богословския факултет на Атинския университет и става семинарски и гимназиален преподавател. Избран е за печки епископ и е хиротонисан в 1926 година. В 1931 година подава оставка и живее в патриаршеския двор в Сремски Карловци. Втората световна война го заварва в Словения и той е малтретиран от усташите в Хърватия. Прехвърля се в Белград и живее в Патриаршията, а после се установява в манастира Раваница, където умира на 20 октомври 1946 година. Погребан е в притвора на манастирската църква.